# دهستان امامزاده محمد
دهستان امامزاده محمد یکی از دهستان‌های شهرستان کازرون در استان فارس ایران است.

## جمعیت
دهستان امامزاده محمد در بخش خشت قرار دارد و بر پایه سرشماری عمومی نفوس و مسکن سال ۱۳۹۰، جمعیت آن ۲٬۰۵۲ نفر (در ۵۷۶ خانوار) بوده‌است.